# Torre de Norfeu
La Torre de Norfeu és una construcció del municipi de Roses (Alt Empordà) protegida com a bé cultural d'interès local. Situada dins la petita península que forma el cap de Norfeu, al cim del turó més alt de tots els que conformen l'orografia de la zona, amb un gran domini sobre el mar.

## Descripció
Es tracta de les restes d'una torre de guaita situada en aquests contorns. De planta circular, amb el perfil lleugerament atalussat i un gran diàmetre, la torre es troba bastida amb pedra de diverses mides i alguns carreus, sense treballar, disposats formant filades irregulars i lligats amb morter de calç. Actualment es conserva una alçada aproximada d'uns sis metres i manté la volta semiesfèrica que cobria la planta baixa. Els murs interiors encara mantenen restes de la capa de calç hidràulica que els revestia i el fons estava bastit amb un paviment de rajols força ben conservat, ja que la planta estava destinada a ser una cisterna de recollida d'aigües pluvials. Al centre de la volta, encara es conserva el registre per on s'extreia l'aigua i es pujava al primer pis. En l'actualitat, l'accés a l'interior de la torre es fa a través d'un esvoranc una mica enlairat, que dona accés a l'espai de la cisterna. Pels voltants de la construcció s'escampen grans fragments de parament construït i pedruscall dispers, procedent de l'enderroc de la part superior.

## Història
Al segle xvi hi hagué un acord, davant del sovintejat atac de corsaris i pirates, entre les Universitats de Roses i de Cadaqués per construir, respectivament, les torres de Norfeu i de Cap de Creus.
Segons Arnald Plujà va ser bastida per la universitat de Roses l'any 1598 com a torre de guaita i defensa. Si bé J. Pla afirma que aquest fet es produí després de la batalla de Lepant, sembla cert que la torre del Cap de Creus es reconstruí -ja n'existia una abans- a partir del 1568. En canvi, De Pella i Forgas atribueix la construcció de la torre l'any 1599: ... Felipe III, en 1599, mandó construir una gran torre (69 canas de circuito) en el cabo Nofeu, lacual destruyó un rayo ene l siglo siguiente. La informació l'extreu d'un manuscrit d'Antoni Perich del 1808.
Originalment tenia els murs de la base de tres metres de gruix i vuit metres d'alçada coronat per merlets i matacans. La torre tenia dos pisos d'alçada i un parapet superior. La planta baixa s'emprava per cisterna i la superior com a habitatge de la guarnició. Sembla que per accedir al pis superior hi havia una passarel·la de fusta exterior. Aquest espai estava dividit en quatre estances amb forma de quart de cercle, amb una espitllera per arma de foc individual a cada una. A l'esquerra de la porta hi havia una escala d'obra interior per pujar al parapet, el qual s'assentava sobre una imposta amb forma de mitja canya que donava la volta a la torre.
Sembla que la gran torre de Norfeu quedà destruïda per un llamps al segle xvii (J.Pla). Podem aportar aquí part del text d'un document inèdit de l'arxiu parroquial de Cadaqués, dels anys 1672-1673, sobre plets de drets de pesca i límits entre Cadaqués i Roses; en un apartat encapçalat "La cala Pelosa es terme de Rosas" hi llegim: (...) se justifica que dita cala Pelosa, y cala dels Ioncols són del terme de Roses ... resulta que en lo Capdenofeu entre la cala dels Ioncols y la Pelosa está constrhuida una Torra per a guarda de ditas calas ... fou constrhuida y fabricada dita torra ... doná y entregá aquella a sa Magestat (que Deu guarde) perque sa Magestat posès en dita torra guarnició, à effecte de assegurar, y guardar ditas calas de Ioncols y Pelosa de enemichs, cossaris, y infels, com en effecte sa Magestat tingué guarnicio en dita torra del Capdenofeu mentre estigue en peu ... És a dir que en aquesta data la torre ja era derruïda.